# Nora Zehetner

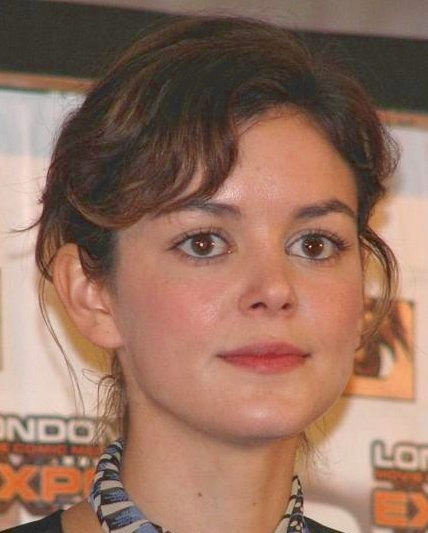
Nora Zehetner.

Nora Angela Zehetner (El Paso, Texas, 5 de fevereiro de 1981) é uma atriz americana.
Ela exprimiu o seu interesse em ser atriz quando tinha apenas 8 anos, mas apenas tomou a decisão de seguir a carreira de atriz e o estrelato quando fez 18 anos. Mudou-se para Los Angeles, onde recebeu papéis em filmes como Tart (2001), American Pie 2 (2001), R.S.V.P. (2002), May (2002) e The Song of Rose (2003). Na televisão ela é mais conhecida pela sua interpretação de Laynie Hart na série Everwood.
Participou na série televisiva Heroes, onde interpretou Eden McCain, que possui o incrível poder de controlar a mente das pessoas e usa o mesmo para ajudar Mr. Bennet a ascender a lista das pessoas com habilidades do Chandra Suresh.
Já fez parte do elenco da série televisiva Grey's Anatomy, na 6ª temporada, onde interpretava a Dra. Reed, uma novata no Seattle Grace Hospital.

## Filmografia
| Filmes | Filmes         | Filmes         | Filmes                         |
| Ano    | Título         | Papel          | Notas                          |
| ------ | -------------- | -------------- | ------------------------------ |
| 2009   | Grey's Anatomy | D. Reed        | Doutora do Mercy West Hospital |
| 2008   | Princess       | princesa Ítaca | princesa dos mitos             |
| 2006   | Heroes         | Eden McCain    | Poder: Controle de Mente       |
| 2001   | American Pie 2 | Figurante      |                                |